# Svalstjärtad kolibri
Svalstjärtad kolibri (Eupetomena macroura) är en fågelart i familjen kolibrier. Den förekommer i Sydamerika från Guyanaregionen till Bolivia. Beståndet anses vara livskraftigt.

## Utseende

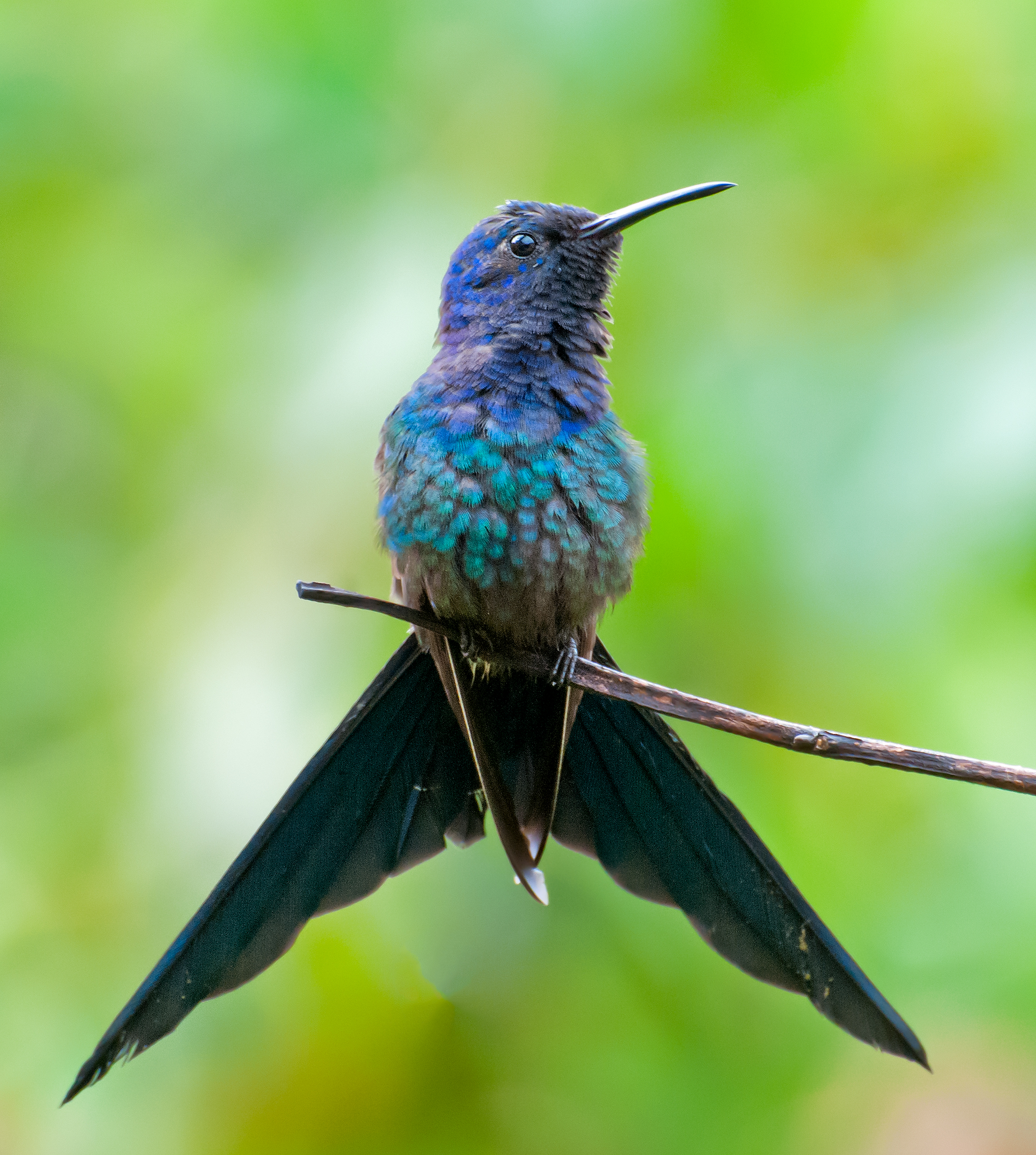

Svalstjärtad kolibri är en förhållandevis stor kolibri med en längd på 15–17 centimeter och en vikt på upp till nio gram. Fjäderdräkten är blå och grönaktig och ett kännetecken för arten är dess långa och kluvna stjärt, som ofta beskrivs som påminnande lite om den hos en svala.

## Utbredning och systematik
Arten förekommer i Sydamerika och delas in i fem underarter med följande utbredning:
- Eupetomena macroura macroura – Guyanaregionen till norra, centrala och sydöstra Brasilien samt Paraguay
- Eupetomena macroura simoni – nordöstra Brasilien (södra Maranhão, Piauí och Ceará till Minas Gerais)
- Eupetomena macroura cyanoviridis – sydöstra Brasilien (Serra do Mar i södra São Paulo)
- Eupetomena macroura hirundo – östra Peru (Huiro)
- Eupetomena macroura boliviana – savann i nordvästra Bolivia (Beni)

### Släktskap
Fågeln placeras traditionellt som ensam art i släktet Eupetomena, men genetiska studier visar att den står mycket nära sorgkolibrin som därmed allt oftare inkluderas i Eupetomena.

## Levnadssätt
Som andra kolibrier livnär sig svalstjärtad kolibri på nektar, dock kan den även fånga små insekter i flykten. Den förekommer i savannliknande biotoper med buskar och träd. Fågeln häckar mellan åtminstone oktober och mars i Brasilien, till juni i delstaten São Paulo.

## Status och hot
Arten har ett stort utbredningsområde, men både populationsstorlek och trend är okända. Internationella naturvårdsunionen IUCN anser inte att den är hotat och kategoriserar den därför som livskraftig (LC). Den beskrivs som ganska vanlig, dock sällsynt i Guyanaregionen och först noterad i Argentina i juli 1993.